# Robert Rychtrmoc
Robert Rychtrmoc (ur. 9 kwietnia 1875 w Czegléd, zm. 21 stycznia 1946 w Pradze) – czeski generał.
Ukończył praski korpus kadetów i Wyższą Szkołę Wojenną w Wiedniu (1903). Potem był oficerem wywiadu austro-węgierskiego sztabu generalnego.
Na początku I wojny światowej naczelnik sztabu dywizji piechoty na froncie serbskim, potem naczelnik sztabu na froncie rumuńskim i włoskim w randze pułkownika.
Od 1919 r. w armii czechosłowackiej. W latach 1919–1923 stopniowo komendant brygady w Lewicach, Žilinie, Ołomuńcu i Spiszskiej Nowej Wsi, 1923-1934 dowódca dywizji piechoty w Litoměřicach; od 1923 generał brygady i od 1933 generał dywizji. Na emeryturze od 1934 r.
W czasach okupacji niemieckiej wyrażał sympatię dla nazistów. W latach 1943–1945 kierował Czeskim Związkiem Wojskowym i starał się o udział wojska czeskiego w walkach na froncie wschodnim. Od marca do maja 1945 r. główny kierownik Narodowego Zjednoczenia.
W maju 1945 r. aresztowany, w styczniu 1946 r. skazany na śmierć i stracony.